# Efraín Juárez
Pour les articles homonymes, voir Juárez.
Efraín Juárez est un footballeur international mexicain né le 22 février 1988 à Mexico au Mexique jouant au poste de défenseur reconverti entraîneur.

## Biographie
Le 18 janvier 2018, il signe en faveur des Whitecaps de Vancouver en Major League Soccer.

## Palmarès

### En sélection
Mexique
- Coupe du monde de football des moins de 17 ans 2005
- Gold Cup 2009
- Gold Cup 2011

### En club
Pumas UNAM
- Championnat du Mexique de football :
  - Vainqueur (1) : Clausura 2009